# Аниции

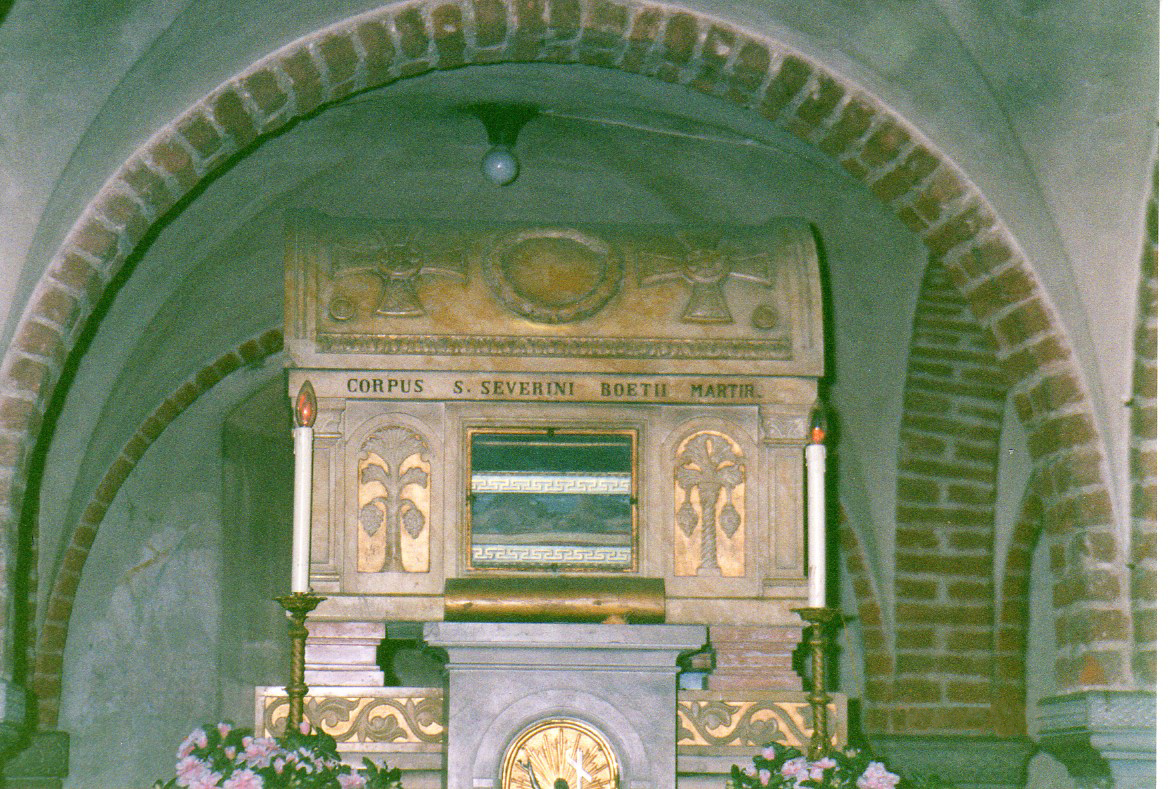
Саркофаг с прахом одного из Анициев в Чьель д'Оро.

Ани́ции (или Ани́кии; лат. Anicii) — влиятельный сенаторский род времён заката Римской империи. Должности консула и городского префекта стали занимать в период домината, однако, претендовали на происхождение от плебейского рода Анициев Галлов (из Пренесте), известного со времён Республики и впервые отличившегося в Третьей Македонской войне.
К числу наиболее значительных представителей принадлежат:
- Амний Аниций Юлиан, консул 322 г., проконсул в Африке;
- Секст Аниций Фауст Паулин, первый римский сенатор, занимавший высокие посты и бывший при этом христианином;
- Секст Клавдий Петроний Проб, один из самых влиятельных сенаторов в правление Грациана;
- Петроний Максим (396/397—455), внук предыдущего, занимал императорский трон весной 455 года;
- Аниций Олибрий, один из последних западно-римских императоров;
- Аникия Юлиана, дочь Олибрия, супруга Ареобинда, владелица «Венского Диоскорида»;
- Аниций Манлий Торкват Северин Боэций, выдающийся философ;
- Римские папы Григорий I Великий и Феликс III;
- Аниций Фауст Альбин Василий, последний римский консул (541).

В V веке Аниции были равно активны и в Риме, и в Константинополе; причём западная ветвь выступала за восстановление империи с центром в Риме.
Аниции упоминаются в источниках часто, но довольно хаотично. Уточнение родственных отношений между ними представляет сложности. В 2000 году Кристиан Сеттипани выпустил монографию, где попытался проследить генеалогические связи Анициев и других сенаторских фамилий, а также установить происхождение от них (по женской линии) правителей Тёмных веков — Меровингов и будущих Каролингов (следовательно, и современной европейской знати).